# Кіндійка
Кінді́йка (назва до 1917 року — Кіндійські хутори) — селище міського типу, яке з 1963 року перебуває у складі Антонівської селищної ради, підлеглої Дніпровській райраді міста Херсона.

## Розташування
Селище розташоване на східній околиці Херсона, між містом Херсон і селищем Антонівка на підвищеному правому березі Дніпра.

## Історія
Походження назви Кіндійських хуторів точно не встановлено, але у різних документах зустрічається декілька її варіантів: Тенгінські хутори, Кінгінські хутори, Кіндійські хутори, село Кіндійка. Існує версія, що назву свою хутори отримали від невеликої річки, яка протікала неподалік (один з невеликих рукавів у пониззі Дніпра — нині не існує). На картах та схемах земельних ділянок зустрічаються подібні назви річки — Тенгінка, Тінгінка, Кінгінка.
На планах 1803, 1804, 1821 років можна зустріти назву «Балка Тінгінська», що спускається до річки Тінгінка, а також урочища у цій балці.
Про назву самої річки Тенгінка існує версія, що вона отримала своє ім'я за назвою Тенгінського піхотного полку, який був розквартирований у цих місцях після російсько-турецької війни 1768—1774 років і брав участь у будівництві Херсона.
Село Кіндійка постраждало від Голодомору, проведеного радянським урядом у 1932—1933 роках. Згідно з мартирологом Національної книги пам'яті України встановлено імена 42 осіб, які загинули від голоду.

## Церква Різдва Пресвятої Богородиці
Головною історичною та духовною пам'яткою Кіндійки є Церква Різдва Пресвятої Богородиці. Її побудовано на межі XIX–XX століть мешканцями Кіндійських хуторів (закладена 30 травня 1899 року), за проектом титулярного радника Антона (Антоніо) Івановича Сварика, італійця за походженням, який був тоді головним міським архітектором Херсона.
Вважається, що архітектура храму поєднує в собі деталі старомосковського та романського стилів. Храм освячено і відкрито для богослужінь 12 (25-го за новим стилем) листопада 1900 року. Два жителі Кіндійських хуторів: Гаврило Федорович Карленко (помер 27 вересня 1900 р., у віці 80 років) та Никифор Тимофійович Букацель (помер 30 грудня 1905 р., у віці 70 років), які брали активну участь у клопотаннях, фінансуванні, організації та виконанні робіт зі спорудження церкви, поховані у церковній огорожі, біля вівтаря, за особливим розпорядженням архієпископів.
28 лютого 1973 року, рішенням Херсонського міськвиконкому № 111/4, будівлю церкви визнано пам'яткою архітектури місцевого значення кінця XIX століття, взято під охорону державою, на стіні встановлено меморіальну дошку.

## Пам'ятні знаки
- Козацький хрест на могилі воїна УПА Йосипа Пилипчака

21 липня 2011 року, завдяки наполегливій праці активістів благодійної ініціативи «Героїка», на могилі стрільця Української Повстанської Армії Йосипа Пилипчака з'явився козацький хрест. Над пам'ятником працювали майстри з Черкащини: Андрій та Олег Собченки, Максим Покотілов.
Довідка. Пан Йосип народився 26 жовтня 1926 року на Старосамбірщині (Львівська область). Навесні 1942 року вступив до лав Організації Українських Націоналістів (революційної) та включився у збройну боротьбу за українську державність. Обіймав посаду станичного юнацтва ОУН (р). У 1944 році потрапив до більшовицької засідки. Був засуджений до 10 років таборів та 5 років заслання. До 1970 року перебував на поселенні у Комі АРСР. У 1970 році отримав дозвіл на повернення в Україну, однак був позбавлений права вертатися до Західної України. Оселився в селі Кіндійка, що біля Херсона. Працював ковалем. Був членом Херсонського братства ветеранів ОУН-УПА. Найліпшими друзями пана Йосипа були воїни УПА та підпільники ОУН, які також мешкали на Херсонщині: Іван Терлецький, Богдан Яремко, подружжя Василя та Стефанії Стебельських. Пан Йосип заповідав, щоб його поховали в однострої УПА з усіма нагородами та вкрили труну червоно-чорним прапором ОУН.

## Галерея

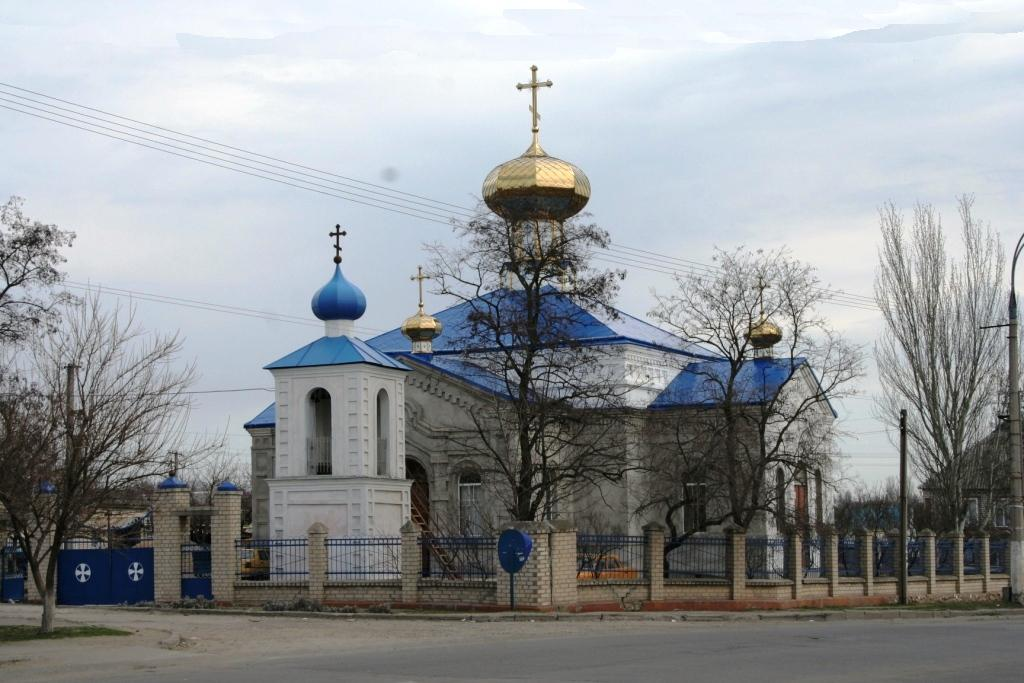
Церква Різдва Пресвятої Богородиці УПЦ МП
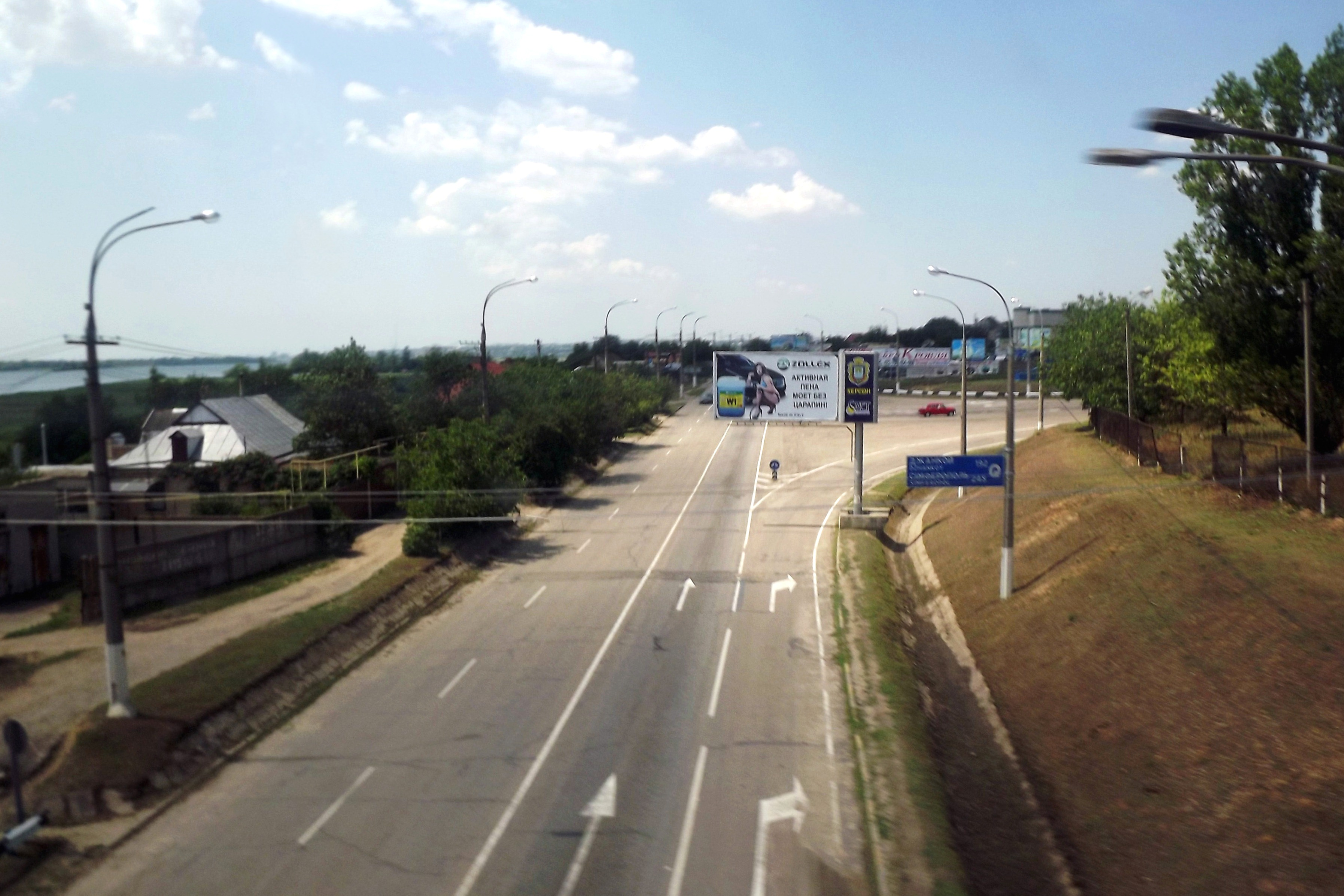
Вулиця Херсонська — центральна вулиця Кіндійки
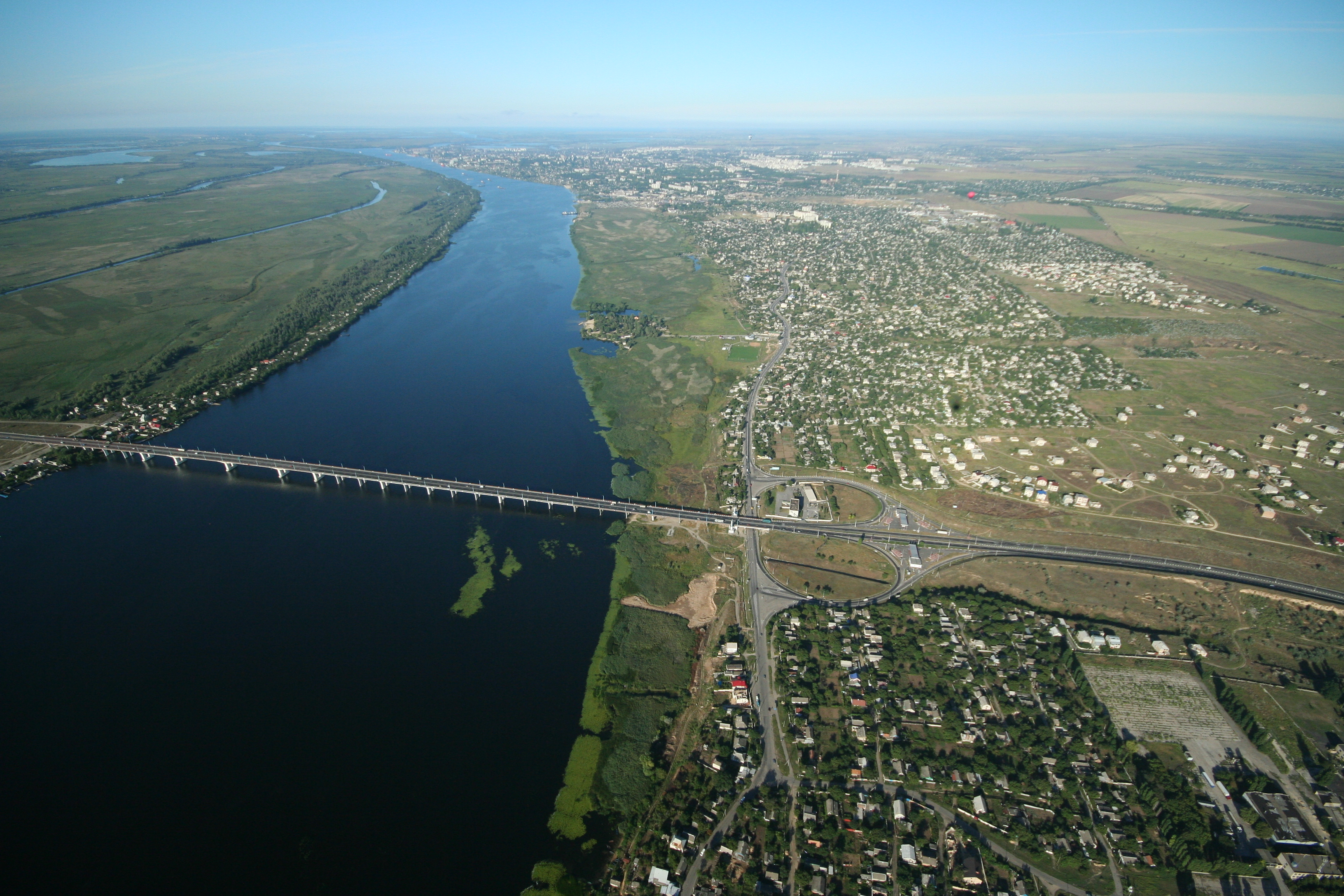
Антонівський міст через Дніпро. За мостом праворуч — смт Кіндійка